# Federazione cestistica dei Paesi Bassi
La Nederlandse Basketball Bond (acronimo NBB) è l'ente che controlla e organizza la pallacanestro in Paesi Bassi.
La federazione gestisce inoltre le nazionali maschili e femminili. Ha sede ad Nieuwegein e l'attuale presidente è Cees Free.
È affiliata alla FIBA dal 1946 e organizza il campionato di pallacanestro olandese.